# Франгопуло, Мариэтта Харлампиевна
Мариэ́тта Харла́мпиевна Франго́пуло (8 (21) августа 1901, Ейск — 25 апреля 1979, Ленинград) — артистка балета и коллекционер, основательница и хранительница школьного музея Ленинградского хореографического училища (с 1991 года — Академия русского балета имени А. Я. Вагановой), автор работ по истории петербургского балета. Заслуженный работник культуры Чувашской АССР(1966)

## Биография
Мариэтта Франгопуло родилась в Ейске, в семье выходцев из Греции. В детстве училась в Астрахани, в Шавердовской гимназии, затем переехала в Петроград, где поступила в театральное училище. Закончила его в 1919 году по классу Леонида Леонтьева, после чего была принята в балетную труппу Государственного театра оперы и балета (бывшего Мариинского). В 1922 году присоединилась к экспериментальной группе «Молодой балет», в составе которой участвовала в хореографических опытах начинающего хореографа Георгия Баланчивадзе. Была среди артистов, принимавших участие в премьере танцсимфонии Фёдора Лопухова «Величие мироздания» (1923). В те же годы позировала художнице Зинаиде Серебряковой, создавшей пастельный портрет балерины в костюме для балете «Карнавал». Танцевала на сцене до 1947 года. 
В 1936 - 41 годах занималась на балетмейстерском отделении Ленинградского государственного хореографического техникума, была одной из его первых студенток. С 1939 года, продолжая танцевать в театре, там же преподавала историю балета. 
5 октября 1938 года была арестована по ложному обвинению в "контрреволюционной агитации", провела 10 месяцев в тюремной камере. 29 мая 1939 года была освобождена " за недостаточностью улик " и вернулась на работу в Кировский театр, продолжив учёбу. 
В августе 1941 года эвакуировалась в Молотов(Пермь) вместе с труппой Кировского театра и Хореографическим училищем. В Молотове  вела летопись жизни театра военных дней, продолжая преподавать и выступать на сцене. После войны продолжала преподавать в Училище, а в 1949 году бала назначена заведующей его Методическим кабинетом. Читала лекции о балете в различных ленинградских организациях, с 1950 года - лектор Городского лекционного бюро. В 1946 - 1951 годах под руководством А.Я.Вагановой она преподавала историю балета на отделении педагогов хореографии в Ленинградской консерватории. 
Свою коллекцию, посвящённую истории петербургского балета и начавшуюся с дореволюционных фотографий выпускников Императорского театрального училища и прижизненного портрета балетмейстера Шарля Дидло, Мариэтта начала собирать ещё в молодости. Начиная с 1939 года она преподавала историю балета в Ленинградском хореографическом училище, позднее выступила инициатором создания школьного музея — официально он был организован в 1957 году, Мариэтта Харлампиевна стала его первым руководителем, оставалась директором музея вплоть до 1975 года, когда её вынудили уйти на пенсию. В коллекцию музея вошли книжные раритеты, картины, афиши, фотографии, театральные костюмы, балетные туфли и прочие экспонаты, связанные с историей петербургского балета. К 2005 году собрание насчитывало более 15 тысяч экспонатов. 
Всю свою жизнь она занималась литературным трудом, ею написаны статьи, новеллы и составлены буклеты о многих известных мастерах ленинградского (петербургского) балетного театра. Составила сборник  "75 балетных либретто". Автор стихов и многочисленных метких эпиграмм, посвященных известным артистам балетного театра и педагогам училища. 
Вела переписку с огромным количеством людей - представителей театрального, в основном, балетного мира, в том числе - зарубежного. Пережила немало тяжёлых минут из - за переписки с так называемыми "невозвращенцами" -- Михаилом Барышниковым и Натальей Макаровой, что косвенно и послужило причиной её увольнения из училища в 1975 году.
В последние годы она сильно болела,тяжело переживая одиночество и разлуку с делом всей жизни.
Жила в Ленинграде на Кировском (Каменноостровском) проспекте в доме № 57, кв.24.
Первым мужем М.Х.Франгопуло был артист балета Мариинского театра Владимир Ильич Бочаров. 
Вторым( до 1942 года)  -- Юрий Павлович Виноградов, служившим в оркестре Кировского театра.

Мариэтта Харлампиевна Франгопуло умерла 25 апреля 1979 года.  Похоронена в Санкт-Петербурге на Большеохтинском кладбище.

## Награды и звания
- 1966 — Заслуженный работник культуры Чувашской АССР

## Память
В 2001 году Академия русского балета им. А. Я. Вагановой провела в своём музее выставку, приуроченную к столетию со дня рождения М. Х. Франгопуло.